# 람보르기니 인벤시블/오텐티카
람보르기니 인벤서블(이탈리아어: Lamborghini Invencible) 및 람보르기니 아우텐티카(이탈리아어: Lamborghini Auténtica)는 람보르기니에서 공개한 아벤타도르 기반의 마지막 순수 V12 슈퍼카이다.

## 개요
2023년 2월 6일에 공개되었으며 람보르기니 인벤서블은 로소 에페스토 셰이드가 적용된 쿠페이고 아우텐티카는 그라지오 티탄스 컬러가 적용된 로드스터 모델이다. 이 모델은 람보르기니 가야르도를 기반으로 한 람보르기니 세스토 엘레멘토에 오마주를 표한다.

## 같이 보기
- 람보르기니
- 람보르기니 아벤타도르
- 람보르기니 에센자 SCV12
- 람보르기니 시안